# 14088 Анкус
14088 Анкус (14088 Ancus) — астероїд головного поясу, відкритий 3 травня 1997 року.
Тіссеранів параметр щодо Юпітера — 3,599.